# World Rugby
World Rugby – międzynarodowa organizacja pozarządowa zarządzająca rozgrywkami rugby union oraz ustalająca zasady gry. Powstała w 1886 jako „International Rugby Football Board” (IRFB) na wniosek szkockiego, walijskiego i irlandzkiego związku rugby. Związek angielski początkowo odmówił przystąpienia, niemniej w 1890 został pierwszym członkiem-niezałożycielem. 
International Rugby Football Board zmieniła swoją nazwę na „International Rugby Board” w 1997 roku. W listopadzie 2014 roku po raz kolejny nazwa uległa zmianie – na „World Rugby”. Główna siedziba organizacji znajduje się w Dublinie. Bernard Lapasset wybrany na drugą kadencję w grudniu 2011 roku postanowił nie ubiegać się o kolejną, toteż od lipca 2016 roku funkcję tę objął jednogłośnie wybrany Bill Beaumont.
World Rugby organizuje m.in. takie rozgrywki jak: puchar świata, puchar świata kobiet, puchar świata w rugby 7, World Rugby Sevens Series, World Rugby Women’s Sevens Series, mistrzostwa świata juniorów czy World Rugby U-20 Trophy.
W listopadzie 2012 roku zrzeszał 100 członków pełnych i 18 stowarzyszonych, trzy lata później odpowiednio 103 i 17, zaś w grudniu 2017 roku 105 i 16. Na poszczególnych kontynentach działają stowarzyszone z World Rugby federacje – Rugby Europe, Oceania Rugby, Rugby Africa, Sudamérica Rugby, Rugby Americas North i Asia Rugby.